# 荃灣田徑會
荃灣田徑會（英文:Tsuen Wan Athletic Club，簡稱 TWAC 或「荃灣會」）

## 簡介
荃灣田徑會是香港業餘田徑總會的屬會 (贊助會員) 之一，為本地著名田徑會，曾出產不少長跑選手。該會曾多次嬴得本地田徑及長跑比賽奬項。
二零零八年，該會獲得銳步青睞，成為該會的贊助商。

## 目標
推動長跑運動，透過刻苦的訓練及比賽，建立團隊精神、健康及豐盛的人生。

## 歷史
七十年代中，荃灣田徑會成立，創會會員包括已移居澳洲的著名中跑好手 Graham Smith，譚偉文等。當年，會員包括馬拉松名將余桂雄及植浩星，其他好手還有包括張志華、孔慶強、陳志仁、李浩東等。該會在當時的長跑界已穩佔一個席位。 
八十年代中期，新青聯田徑會解體，新青聯孖寶郭漢桂及王葉礎加盟該會。後來其他好手如陳華貴、馬世棠、董鑑偉亦相繼加入，加上年青跑手李嘉賢、陳文科、韓銘權、李鴻威、陸立強、簡子健、鄧少佳、鄔棕輝與資深跑手潘志華、梁蘇強等，同時陳志仁及黃錦新積極處理會務，令該會進入全盛年代，1989 年更首次力壓其他大型田徑會，奪得越野聯賽公開組總冠軍。
經過八十年代末至九十年代初的全盛期後，該會運動員出現青黃不接，幸好得到張志華、韓銘權、伍家傑、龍紹東、陸立強、梁嘉輝、陳凱雄、梁文彪等積極重建本會，加強青訓，培養出年青好手如黃宏強、紀嘉文、陳家豪、劉德龍、陳國障、陳嘉威、張文明等。踏進二千年，該會青年隊已雄霸青年組賽事，2004 年更再次奪得越野聯賽公開組總冠軍。

## 集訓方式
該會每星期有以下兩節固定集訓，同時偶有額外甚至離港集訓。

速耐力訓練：
- 日期：星期三
- 時間：晚上七時
- 地點：青衣運動場
- 內容：跑十二個四百米，每個相隔一分鐘

耐力訓練：
- 日期：星期日
- 時間：上午九時
- 地點：城門水塘
- 內容：圍繞水塘一周後轉入引水道，約十四公里

## 推廣長跑運動
該會於每年7月首個星期日在城門水塘引水道舉辦10公里黃昏賽 (現己改稱為「主席紀念盃 10公里黃昏賽」)，推動長跑運動。

## 奬項
2001 Nike 青少年道路接力賽
- 男子高級組第一名- 荃灣田徑會

2001 Nike 10 公里道路賽
- 男子青年組個人第一名- 紀嘉文
- 男子青年組個人第二名- 陳嘉豪
- 男子青年組個人第三名- 陳國璋

2001 美津濃半馬拉松錦標賽
- 男子青年組個人第一名- 陳嘉豪

2002 NIKE 青少年道路接力賽
- 男子青年高級組第一名- 荃灣田徑會A隊 (成績為52分11秒，打破大會紀錄)

2003 Nike 10 公里道路賽
- 男子青年組個人第一名，並打破香港青年紀錄- 紀嘉文 (成績為33分54秒,PB)

2003 年渣打馬拉松
- 10公里: 男子青年組個人第一名- 紀嘉文
- 半馬拉松: 男子青年組個人第二名- 陳家豪

2003 田徑之王第二回合
- 男子5000m 第一名- 紀嘉文 (成績為17分02秒38)

2004 台灣 Nike 10 公里賽
- 男子廿至廿四歲組冠軍及全場第三名- 陳嘉豪 (時間為32分28秒)

2005 美津濃半馬拉松錦標賽
- 男子隊際組冠軍- 荃灣田徑會A隊